# 木下義謙
木下 義謙（きのした よしのり、1898年10月19日 - 1996年7月16日）は、日本の洋画家。一水会創立会員、女子美術大学名誉教授。

## 生涯
東京市四谷区生まれ。同じく画家の木下孝則は実兄。父の友三郎は明治大学総長。母方の叔父の児島善久雄は西洋美術史家。
1915年、学習院中等科を卒業、同年東京高等工業学校(現東京工業大学)機械科に入学、1918年に卒業、1919年から同学校助教授となった。油彩画は独学ではじめたが、同学校を辞職した1921年の第8回二科展に「兄の肖像」が初入選した。その後は、二科展に出品をつづけ、1926年の第13回展では、「N氏の肖像」等7点を出品、二科賞を受賞した。
また、萬鉄五郎、小林徳三郎が中心となって結成された円鳥会に参加、1923年の第1回展から1925年の第4回展まで出品した。1926年に結成された1930年協会の会員として、1927年の第2回展、1928年の第3回展に出品した。1928年から1932年まで渡仏、パリで制作し、サロン・ドートンヌなどにも出品した。帰朝した年の第19回二科展には、滞欧作品36点が特別陳列された。
1936年、二科会を脱会し、石井柏亭、安井曽太郎、兄孝則とともに一水会を結成した。
戦後になると、ひきつづき一水会や日展に出品するとともに、1947年からは女子美術専門学校(現在の女子美術大学)の教授となり、後進の指導にあたった。1950年、前年の第5回日展に出品した「太平街道」により、芸能選奨文部大臣賞を受賞、またこの年より陶芸制作をはじめた。その後、しばしば一水会展に油彩画とともに陶芸作品を出品するようになり、1958年には、硲伊之助とともに同会に陶芸部を創設した。
1976年には、平明な自然観照にもとづいた誠実な画風からなる初期作品から近作にいたる油彩画87点と陶芸作品11点から構成されたはじめての回顧展として「木下義謙作品展」が、和歌山県立近代美術館において開催された。1979年に、勲三等瑞宝章を、1980年には和歌山県文化功労賞を受賞した。1982年には、画業50年を記念して油彩画、水彩画65点からなる「木下義謙展」を日動画廊において開催した。
1996年7月16日、心不全のため東京都世田谷区の吉川内科小児科病院で死去した。97歳。